# Балка Шовкова
Балка́ Шовко́ва — ландшафтний заказник місцевого значення в Україні. Розташований на захід від міста Сіверськ, Донецькій області, Бахмутському районі.
Площа — 62 га. Статус заказника надано рішенням Донецької обласної ради № 7/37-1204 від 25 жовтня 2019 року. В охорону заказник передано Сіверській міській раді.

## Історія та мета створення
Ландшафтний заказник місцевого значення «Балка Шовкова» створено з метою збереження природних комплексів та біорізноманіття, що мають особливу природоохоронну, наукову, естетичну, рекреаційну та оздоровчу цінність.
Заказник створено для охорони цінної природної ділянки, що являє собою велику глибоку балку, яка тягнеться у північно-східному напрямку зі стрімкими, майже прямовисними схилами. Балка має важливе значення для збереження флори та фауни регіону, зокрема, рідкісних видів рослин та птахів.
Створення заказника "Балка Шовкова" є важливим внеском у збереження природної різноманітності Донецької області.

## Характеристика
Балка Шовкова являє собою велику глибоку балку, що тягнеться у північно-східному напрямку зі стрімкими, майже прямовисними схилами. Балка вкрита природною деревно-чагарниковою, луговою та степовою рослинністю.
На території заказника зустрічаються види рослин, що охороняються на обласному рівні: мигдаль низький та маренка сіроплода.
Також на території заказника відмічені рідкісні види птахів, занесені до Червоної книги України: шуліка чорний, канюк степовий, змієїд, пугач, сиворакша.